# かあちゃんに贈る歌
『かあちゃんに贈る歌』（かあちゃんにおくるうた）は2014年に公開された日本の映画。

## 略歴
介護をテーマに、大阪のかあちゃんとアラフォーダメ娘が織りなすハートフルストーリー。

「介護」、「命の大切さ」、「親子愛」を描いた映画。
主演あいはら友子、西方凌、特別出演風間トオル。

映画監督、医師の和田秀樹が監修。
エグゼクティブプロデューサーとして、テンダープロ代表井内徳次、ラインプロデューサーとしてオーブンアイズ代表越坂康史が勤めた。
原作、監督の葉七はなこの介護経験をモデルとした脚本を本人が書き上げ映画化した。
劇場公開後は、好評にて各自治体や介護団体が主催して多くのイベントで上映された。

映画の後援企業として多くの介護、福祉企業および三木秀夫法律事務所などが応援。
新人監督映画祭招聘作品として選ばれる。